# Puck van der Horst
Gerrit Albert ("Puck") van der Horst (Zwolle, 10 augustus 1946) is een voormalig Nederlands voetballer. Hij speelde bij Zwolsche Boys, Vitesse en PEC Zwolle.

## Carrièrestatistieken
| Seizoen         | Club            | Land            | Competitie      | Competitie | Competitie | Beker | Beker | Internationaal | Internationaal | Overig | Overig | Totaal | Totaal |
| Seizoen         | Club            | Land            | Competitie      | Wed.       | Dlp.       | Wed.  | Dlp.  | Wed.           | Dlp.           | Wed.   | Dlp.   | Wed.   | Dlp.   |
| --------------- | --------------- | --------------- | --------------- | ---------- | ---------- | ----- | ----- | -------------- | -------------- | ------ | ------ | ------ | ------ |
| 1964/65         | Zwolsche Boys   | Nederland       | Tweede divisie  | –          | 3          | –     | 0     | –              | –              | –      | –      | –      | 3      |
| 1965/66         | Zwolsche Boys   | Nederland       | Tweede divisie  | –          | 7          | –     | 0     | –              | –              | –      | –      | –      | 7      |
| 1966/67         | Vitesse         | Nederland       | Eerste divisie  | 5          | 0          | 0     | 0     | –              | –              | –      | –      | 5      | 0      |
| 1967/68         | PEC             | Nederland       | Tweede divisie  | –          | 3          | –     | 0     | –              | –              | –      | –      | –      | 3      |
| 1968/69         | PEC             | Nederland       | Tweede divisie  | –          | 10         | 1     | 0     | –              | –              | –      | –      | –      | 10     |
| 1969/70         | PEC             | Nederland       | Tweede divisie  | –          | 1          | 1     | 0     | –              | –              | –      | –      | –      | 1      |
| 1970/71         | PEC             | Nederland       | Tweede divisie  | –          | 0          | 1     | 0     | –              | –              | –      | –      | –      | 0      |
| 1971/72         | PEC Zwolle      | Nederland       | Eerste divisie  | –          | 5          | 0     | 0     | –              | –              | –      | –      | –      | 5      |
| 1972/73         | PEC Zwolle      | Nederland       | Eerste divisie  | –          | 6          | 2     | 0     | –              | –              | 6      | 0      | 8*     | 6      |
| 1973/74         | PEC Zwolle      | Nederland       | Eerste divisie  | –          | 1          | 2     | 0     | –              | –              | –      | –      | –      | 1      |
| 1974/75         | PEC Zwolle      | Nederland       | Eerste divisie  | –          | 2          | –     | 0     | –              | –              | –      | 0      | –      | 2      |
| 1975/76         | PEC Zwolle      | Nederland       | Eerste divisie  | –          | 0          | 0     | 0     | –              | –              | –      | –      | –      | 0      |
| Carrière totaal | Carrière totaal | Carrière totaal | Carrière totaal | 5          | 38         | 2*    | 0     | –              | –              | 6*     | 0      | 8*     | 38     |